# Сайид Амир Кулаль
Сайид Амир Кулаль (не известно — умер 1370) — учёный ханафитского мазхаба, духовный наставник — муршид, является 15-м духовным звеном в золотой цепи преемственности шейхов тариката Накшбандийя. Духовный учитель Мухаммада Бахауддина Накшбанда.
Родился он в селении Сухар, что примерно в одиннадцати километрах от Бухары. Там он родился, жил и умер. Датой его смерти называют 29 Ноября 1370 года. Его семья занимались гончарным ремеслом, из-за чего их и прозвали «Кулалами». Известно, что его родственником был зять Османского султана Йылдырыма Баязида, любимец жителей Бурсы, Амир Султан.
В молодости он занимался борьбой, имел могучее телосложение. Многие из мутасаввифов, для того чтобы вести за собой людей к Исламу, а также для того чтобы быть к ним поближе, нередко овладевали различными ремеслами и навыками, которые были популярны или востребованы среди людей или в обществе, используя их как средство для призыва. Именно для этого в Османском халифате открывались текке для силачей и отдельные текке для лучников, чтобы физически крепкие молодые люди могли развиваться там как физически, так и духовно.

## Внешность
Он был высокого роста, широк в плечах. Из-под нахмуренных бровей смотрели проницательные глаза. Его кожа была смуглой. Лицо обрамляла с проседью борода. Он был очень скромным и мягким в обхождении. Он был далек от возражений и упрямства. В молодости он увлекался борьбой, поэтому был физически развитым и имел крупное телосложение. Что касается его духовности, то он был известен всем как праведник, вобравший в себя все, что несёт в себе шариат, тарикат и марифат.

## Знакомство с Мухаммадом Баба Саммаси
Знакомство Амира Кулала, с его шейхом Ходжой Мухаммадом Баба Саммаси произошло на борцовском майдане. Узнав о том, что среди борцов есть некто по имени Амир Кулал, который отличается своей благородностью и духовными возможностями, Саммаси отправляется непосредственно на майдан, где рассчитывает найти его. С ним идут и несколько его мюридов. Некоторые из них, не зная, что именно задумал шейх, проявляют нежелание посетить такое не совсем пристойное для их шейха место, но не могут перечить ему. Только Саммаси, заметив их недоумение, сказал: «На этом майдане есть мужчина, благодаря взору которого многие люди обретут истинный путь».
Амир Кулал: «Наша богатырская сила нужна для того, чтобы вытаскивать из трясины тех, кто в неё упал»
Во время состязания пронзительный взгляд шейха, который наблюдал за поединком,
встретился со взглядом Амира Кулала. Когда они встретились глазами, произошла тайная беседа взглядов и объяснение двух сердец, после чего шейх со своими мюридами удалился от майдана.
Амир Кулал, завороженный этим взглядом, устремился за шейхом и постучался в его дверь. Во время их тайной встречи Саммаси дал ему первое наставление, и там же включил в круг своих духовных учеников. Так Амир Кулал, который становится последователем духовного пути (сейр-у сулюк), в доме своего шейха нашёл то, что искал. После этого он прослужил своему шейху целых двадцать лет. Чтобы не упустить и не утерять ничего, два раза в неделю преодолевает двадцатипятикилометровый путь пешком между Саммасом и Сухаром, сопровождая своего шейха. И в сердце его уже не остаётся прежней привязанности к борьбе, ибо он переродился и начал жить в ином мире.
Шах Накшибанд Мухаммад Бахауддин Бухари, который стал в тарикате основоположником отдельной ветви, названной его именем, был учеником Амира Кулала. По завершении своего духовного наставничества и во время его назначения Амир Кулал говорил ему: «Сын мой Бахауддин, всё, что было в моей груди, я передал тебе. Твои возможности высоки, поэтому ступай и ищи великих людей!..»

## Родословное древо
Как отмечал автор генеалогической рукописи «Маджма ал-ансаб ва-л-ашджар» Ходжа Абдал-Кадир ибн Мухаммад Амин, родословное древо шежере от пророка Мухаммада (САВ) до Сейида Амир Кулаля такова:
- 1. Мухаммад.
- 2. Биби Фатима Захра и Имам Али ибн Абу Талиб.
- 3. Хусейн.
- 4. Зейн аль-Абидин.
- 5. Мухаммад аль-Бакир.
- 6. Джафар ас-Садик.
- 7. Муса аль-Казим.
- 8. Али ар-Рида.
- 9. Мухаммад ат-Таки.
- 10. Али аль-Хади.
- 11. Хасан аль-Аскари (по мнению историков Мухаммад аль-Аскари)
- 12. Саййид Али Акбар
- 13. Сеййид Фахриддин Мухаммад
- 14. Сеййид Амир Накиб Хусейн
- 15. Сеййид Абдуллах Али
- 16. Сеййид Амир Махмуд Хусейн Руми
- 17. Сеййид Амир Бурхануддин Мухаммад
- 18. Сеййид Шабан Хусейн
- 19. Сеййид Амир Касым Джафар
- 20. Сеййид Зейнулабиддин Хасан
- 21. Сеййид Абдуллах
- 22. Сеййид Сиражиддин Ибрахим
- 23. Сеййид Джалалуддин Хамза
- 24. Сеййид Амир Кулаль

## Его Сыновья и Преемники
У Амира Кулала было четыре сына, образование и воспитание которых, как об этом
говорится в источниках, он возложил на воспитанных им четырёх преемников. Его сыновьями
были Бурхануддин, Хамза, Амиршах и Омар. Образование и воспитание Бурхануддина он поручил Шаху Накшибанду, воспитание Хамзы — своему преемнику Арифу Диккерани, образование Амиршаха — Мавляне Ядигару, а образование Омара — Джамаледдину Дехистани.
У старейшин тариката был такой обычай: все, что является достоинством, они видели в других, а не в себе и все, что является недостатком, видели у себя. А в наше время все наоборот»

## Усыпальница Сайида Амира Кулаля
Усыпальница расположена в селении Сухар, в 25 км к северу от Бухары. Согласно одному из житие («Макамат-и Амир Кулал»), а также апокрифическому сочинению "Малфузат-и/Тузукат-и Темури», Амир Кулаль благословил Амира Темура и предсказал ему великое будущее. Такое представление о святом, и особенно слава его ученика Бахауддина Накшбанда, во многом способствовала популярности места погребения Амира Кулала. Тем не менее, над его могилой не было возведено сколько-нибудь значительного здания. Мечеть начала XIX века была полностью разрушена. В первые годы независимости власти Узбекистана полностью отреставрировали мавзолей святого и возвели большой культово-мемориальный комплекс. Над могилой ученого была возведена двухкупольная усыпальница. Основная погребальная камера украшена куфическими надписями, а второе помещение декорировано фигурной кладкой, создающей причудливую игру света и тени. Одновременно были возведены ворота, мечеть, помещения для паломников, для ритуального очищения, восьмигранный водоем, минарет высотой 10,5 м. Вокруг был разбит сад с дорожками, облицованными шлифованным кирпичом и мраморными лесенками. Деревянные полотна ворот были украшены резьбой бухарскими мастерами.